# Văn học dân gian
Văn học dân gian hay văn học truyền miệng là văn học được đọc và viết, trái ngược với văn học viết, mặc dù nhiều tác phẩm văn học truyền miệng đã được ghi lại bằng chữ viết. Văn học dân gian không có một định nghĩa tiêu chuẩn nào, vì các nhà nghiên cứu thường có những mô tả khác nhau cho loại hình văn học này. Một quan niệm phổ quát cho rằng văn học dân gian là văn học được đặc trưng bởi sự truyền miệng và không có bất kỳ hình thức cố định nào. Nó bao gồm những truyện kể, truyền thuyết và sử thi được lưu truyền qua nhiều thế hệ dưới dạng văn nói. Văn học dân gian có chức năng lưu trữ hệ thống niềm tin, giá trị văn hóa, giáo dục và truyền dẫn xuyên thế hệ.

## Tổng quan
Các xã hội trước khi biết chữ, theo định nghĩa, thì không có văn học viết, nhưng có thể sở hữu những truyền thống truyền miệng — chẳng hạn như sử thi dân gian, truyện kể dân gian (như truyện cổ tích và ngụ ngôn), kịch dân gian, tục ngữ và các bài hát dân gian — tạo thành một nền văn học truyền miệng. Ngay cả khi chúng được các nhà nghiên cứu thu thập và xuất bản thì vẫn được gọi là "văn học truyền miệng". Ngày nay, các thể loại khác nhau của văn học dân gian đặt ra thách thức phân loại đối với các nhà nghiên cứu vì tính linh động của văn hóa trong thời đại kỹ thuật số.
Các xã hội có chữ viết vẫn có thể duy trì một truyền thống truyền miệng - đặc biệt là ở trong gia đình (như truyện kể trước khi đi ngủ). Một ví dụ khác về văn học dân gian thời hiện đại là các truyền thuyết đô thị - những câu chuyện có thể lan truyền đi nhanh chóng trong bối cảnh phổ biến của internet và các phương tiện truyền thông.
Văn học dân gian tạo nên một phần cơ bản của văn hóa, nhưng có nhiều điểm khác với cách thức văn học có chữ viết được phổ biến. Từ điển Bách khoa toàn thư về Văn học Châu Phi, do Simon Gikandi (Routledge, 2003) biên tập, đã đưa ra nhận định sau: "Văn học truyền miệng có nghĩa là điều gì đó được truyền lại qua lời nói, và bởi vì nó dựa trên ngôn ngữ nói nên nó chỉ tồn tại trong một cộng đồng sống. Khi đời sống cộng đồng dần mất đi, tính truyền miệng cũng mất dần chức năng và chết. Tính truyền miệng cần mọi người ở trong một bối cảnh xã hội sống động: nó cần chính cuộc sống."

## Đặc trưng
Tác phẩm văn học dân gian được lưu giữ bằng phương thức truyền miệng từ đời này sang đời khác, từ nơi này sang nơi khác.
Tính truyền miệng tạo nên nhiều phiên bản kể khác nhau, gọi là các dị bản.
Văn học dân gian thường là sáng tác của tập thể, tuy có những tác phẩm được gán cho một tác giả nhất định, như sử thi Odyssey của Homer.
Văn học dân gian thường phản ánh văn hóa và tín ngưỡng của người dân qua các thời kỳ. Tính hiện thực của văn học dân gian thể hiện rõ nét ở những bài ca nghi lễ, bài hát đối đáp giao duyên, các bài hò lao động,... gắn bó và phục vụ cho các sinh hoạt cộng đồng.

## Các thể loại của văn học dân gian

### Thần thoại
Thần thoại là loại hình tự sự dân gian thường kể về các vị thần, xuất hiện từ thời công xã nguyên thủy nhằm giải thích các hiện tượng tự nhiên, thể hiện khát vọng chinh phục tự nhiên của con người.

### Sử thi
Sử thi là những tác phẩm tự sự dân gian có quy mô lớn, sử dụng ngôn ngữ có vần, nhịp, xây dựng những hình tượng nghệ thuật hoành tráng, hào hùng để kể về một hay nhiều biến cố lớn lao diễn ra trong đời sống cộng đồng của nhân dân thời cổ đại. Nhân vật của sử thi mang cốt cách của cộng đồng, tượng trưng cho sức mạnh, niềm tin của cộng đồng.

### Truyền thuyết
Truyền thuyết là loại truyện dân gian kể về những sự kiện và nhân vật có liên quan đến lịch sử, thường có yếu tố tưởng tượng kì ảo. Truyện thể hiện cách đánh giá và thái độ của nhân dân đối với nhân vật và sự kiện lịch sử được kể đến.
Nhân vật của truyền thuyết chủ yếu là người hoặc bán thần (thần nhưng có khát khao, ước mong, nguyện vọng giống con người, hay còn gọi là nửa thần nửa người). Cốt truyện thường xoay quanh nhiều nhân vật, thậm chí có thể xây dựng thành 2 hệ thống nhân vật đối lập nhau. Ngôn ngữ cô đọng, ít miêu tả, chủ yếu là thuật lại hành động của nhân vật, kể những hoàn cảnh xuất thân của nhân vật.

### Cổ tích
Truyện cổ tích là những sáng tác tự sự dân gian, chủ yếu sử dụng yếu tố tưởng tượng kì ảo để thể hiện cái nhìn hiện thực của người dân với đời sống, bộc lộ quan niệm về đạo đức cũng như về công lí xã hội và ước mơ một cuộc sống tốt đẹp hơn.
Trong mỗi truyện cổ tích đều có những yếu tố của thực tế, nhưng những yếu tố ấy lại được hư cấu và kì ảo để xây dựng nên một thế giới khác với thế giới hiện tại - thế giới cổ tích, mà trong thế giới ấy, mọi điều đều có thể xảy ra.

### Ngụ ngôn
Loại truyện được kể, bằng văn xuôi hoặc văn vần, mượn chuyện của đồ vật, con vật,... hoặc về chính con người để nói bóng gió,kín đáo chuyện con người, nhằm khuyên nhủ, răn dạy con người ta một bài học nào đó trong cuộc sống.
Một phần lớn của truyện ngụ ngôn bắt nguồn từ truyện loài vật do sự gần gũi giữa con người với tự nhiên nên con người đã "gán" cho con vật tính cách của con người. Kết cấu truyện ngụ ngôn thường ngắn, ít tình tiết. Phần truyện kể thì nổi lên, phần ý nghĩa thì lắng đọng, người đọc tự rút ra.
Ôn Như Nguyễn Văn Ngọc trong "Đông Tây ngụ ngôn" có viết:
"Cứ nói thuần luân lý, thì dễ sinh lòng chán nản;
Cứ mượn truyện kể ra, thì luân lý mới trôi chảy."

### Một số thể loại khác
1. Truyện cười: được xây dựng trên cơ sở mâu thuẫn trong cuộc sống, làm bật lên tiếng cười nhằm mục đích mua vui giải trí và phê phán thói hư tật xấu.
2. Tục ngữ: là những câu nói ngắn gọn, hàm súc, có vần, hình ảnh, nhịp điệu, thể hiện kinh nghiệm của nhân dân được đúc kết qua thực tiễn đời sống hằng ngày.
3. Câu đố: là những câu nói, câu văn có vần dùng để mô tả một vật, một khái niệm, một hiện tượng,... buộc người đọc, người nghe đưa ra đáp án hoặc lời giải thích nhằm mục đích giải trí, rèn luyện suy nghĩ và cung cấp những tri thức về đời sống.
4. Ca dao: là những bài thơ trữ tình dân gian thường là những câu hát có vần, có điệu nhằm diễn tả thế giới nội tâm của con người.
5. Vè: là tác phẩm tự sự dân gian có lời thơ mộc mạc kể về những sự kiện diễn ra trong xã hội nhằm thông báo & bình luận.

Ngoài ra, văn học dân gian còn có một số thể loại khác như truyện thơ, chèo,...